# Au Zénith
Au Zénith è il secondo album dal vivo della cantante e attrice francese Vanessa Paradis, pubblicato nel 2001.

## Tracce
1. Intro – 1:00
2. L'Eau et le Vin – 5:22
3. Sunday Mondays – 4:47
4. Dans mon café – 4:13
5. Walk on the Wild Side – 4:34
6. Dis-lui toi que je t'aime – 4:22
7. L'Eau à la bouche – 2:11
8. Joe le taxi – 4:08
9. St Germain – 4:00
10. Requiem pour un con – 2:11
11. Que fait la vie? – 4:01
12. La La La Song – 4:12
13. This Will Be Our Year – 2:14
14. Pourtant – 3:22
15. Tandem – 4:10
16. Commando – 4:19
17. Marilyn & John – 5:36
18. Bliss – 5:03
19. Les Acrobates – 3:15

## Classifiche
| Classifica (2001) | Posizione raggiunta |
| ----------------- | ------------------- |
| Francia           | 19                  |